# Kurt Sonnenfeld
Kurt Sonnenfeld (Vienna, 24 febbraio 1921 – Milano, 22 marzo 1997) è stato un musicista e compositore austriaco di origine ebraica, fu internato in Italia nei campi fascisti istituiti da Benito Mussolini.

## Biografia

### Infanzia, primi studi, persecuzione
Nato in una Vienna all’apice del suo splendore culturale, artistico e musicale, fin da piccolo il suo talento musicale non passò inosservato al padre Leopold, appartenente a quella cerchia di attori-musicisti ebrei attivi in città ad inizio secolo. Iniziò gli studi musicali dapprima al Conservatorio di Vienna e poi ebbe come maestro di pianoforte, armonia, composizione e contrappunto, il celebre compositore viennese di operette Edmund Eysler (1874 – 1949). Nel luglio del 1939, nel clima di crescente odio antisemita successivo all’Anschluss, venne inviato dai genitori a Milano. Essi sperarono, ma invano, in un futuro trasferimento del figlio negli Stati Uniti, tramite l'istituto giuridico dell'Affidavit.

### Internamento nel campo fascista di Ferramonti
Nel febbraio del 1941 il giovane Kurt venne arrestato a Milano e condotto nel carcere di San Vittore. L’entrata in guerra dell’Italia portò infatti Mussolini a considerare gli ebrei, emigranti e profughi, pericolosi per la sicurezza del paese. Poche settimane più tardi il lungo trasferimento in treno da Milano alla Calabria (oltre 1.000 km), dove fu tradotto nel campo di internamento di Ferramonti presso il paesino di Tarsia, al confine estremo dell’Italia continentale, nella malarica valle del fiume Crati, in provincia di Cosenza. Qui, dove palpabile era la segregazione, frequenti la fame e lo spaesamento, gli ebrei internati, molti di livello professionale e culturale decisamente alto, svilupparono diverse attività, spinti da forza di vivere e combattività. Kurt vi trovò, ed in seguito vi giunsero, professionisti già protagonisti delle scene musicali europee negli anni Trenta, ai quali non venne tuttavia preclusa la volontà di fare musica, tanto che, anche in quella condizione di estrema privazione, fu possibile l’esecuzione di numerosi concerti, come risulta anche dal diario musicale, oggi conservato al CDEC di Milano, lasciatoci da Sonnenfeld. Egli poté inoltre proseguire i propri studi musicali a Ferramonti, con Lav Mirski e Isko Thaler.
Tra i musicisti più significativi presenti al campo, appunto l’ebreo croato Lav Mirski, direttore d’orchestra e compositore, che vi organizzò un coro, vero capolavoro culturale e liturgico-musicale, con l’intento di costruire, attraverso la musica, una nuova identità per coloro che l’avevano perduta. Kurt partecipò come corista al concerto del 9 febbraio 1942, fissato dal resoconto puntuale di Arthur Lehmann in un capitolo dei Bilderbogen aus Ferramonti, concerto che fu un vero evento e al quale intervennero le autorità locali.
I suoi genitori (Leopold Sonnenfeld e Therese Schwarz), deportati al lager nazista di Maly Trostenets (Bielorussia), vi trovarono la morte nel giugno del 1942. Con loro Kurt tenne una regolare corrispondenza dal marzo 1941 all’aprile 1942, come testimoniato dalle 26 lettere a lui indirizzate, conservate per tutta la vita ed ora tra le raccolte epistolari dell’Archivio-Rari della Biblioteca del Conservatorio di Musica di Milano.

### Dopo Ferramonti
Dopo la liberazione del campo, il rientro fu particolarmente lungo e sofferto. Nonostante la sollecitudine con cui l’amico medico Joseph Lax lo invitava a riprendersi la libertà, l’ex internato Sonnenfeld scelse fino all’ultimo di rimanere a Ferramonti, dove restò quindi per quattro anni e otto mesi. Poi tornò a Milano: era il 12 settembre 1945. Cercò di riprendere gli studi musicali accademici, ma non fu ammesso “a motivo dell’età” al Conservatorio di Milano, davanti alla commissione formata da Riccardo Pick-Mangiagalli, Renzo Bossi, Ettore Desderi e Giulio Cesare Paribeni. Sonnenfeld rimase tutta la vita a Milano, insegnando musica, per qualche tempo pianista accompagnatore presso la scuola di ballo del Piccolo Teatro, presso i grandi magazzini de La Rinascente e insegnante di musica alla Scuola ebraica di Milano. Scriverà musica fino alla morte, sopraggiunta il 22 marzo 1997. Sonnenfeld è sepolto presso il Cimitero Maggiore di Milano.
Mai accennò ai tragici ricordi che segnarono indelebilmente la sua vita, rimanendo sempre legato ai due luoghi (Vienna e Ferramonti) che decisero, nel bene e nel male, il suo percorso di musicista e di uomo.
Di lui rimangono oltre duecento manoscritti musicali autografi; del periodo d’internamento ricordiamo il Ferramonti – Walzer, tipica forma del Lagerlied, la “musica perseguitata”, tra le poche forme tollerate e talvolta anche sostenute dal regime.
Dal 2024 è attiva presso la Biblioteca del Conservatorio di Rovigo una digital library che contiene molti materiali digitalizzati (autografi, fotografie, libri, spartiti) appartenuti a Kurt Sonnenfeld. Sempre nello stesso anno, il Conservatorio di Rovigo ha attivato una collaborazione con l'editore musicale Universal di Vienna che prevede la pubblicazione delle opere di Sonnenfeld e di altri musicisti internati nell'Italia fascista, nella collana "Musica internata".

## Opere (selezione)
- L'elenco completo delle opere è formato da oltre 300 lavori, in larga parte inediti.
- Puppentanz, polka (1935)
- Sonnenschein und ein Mägdelein, foxtrot (1936)
- Ferramonti-Walzer (1941)
- Sonata per violoncello e pianoforte (1950)
- Quartetto Liliput per archi (1953)
- La città ignota, poema per canto (1962)
- Milan by night, a symphonic rhapsody per timpano e pianoforte (1972)
- Funkenspiel per orchestra (1972)
- Radio-spielen per canto e pianoforte (1974)
- Liberty Concert per pianoforte e orchestra (1975)
- Ramage, sonata per violino e pianoforte (1980)
- Credo per Basso, coro a 5 voci, organo, due violoncelli, contrabbasso e timpani (1988)
- Rainbow Concert per pianoforte e orchestra (1995)